# Altares
Altares es una freguesia portuguesa perteneciente al municipio de Angra do Heroísmo, situado en la Isla Terceira, Región Autónoma de Azores. Posee un área de 31,20 km² y una población total de 884 habitantes (2001). La densidad poblacional es de 25,85 hab/km².